# Impératrice Xiaohui
Noble épouse Shao (Shao Guifei, ?–5 décembre 1522), également connue sous le nom de Impératrice Xiaohui, était une noble épouse de l'empereur Chenghua.